# Joseph Adrien Lévesque
Pour les articles homonymes, voir Lévesque.
J.Adrien Lévesque est un agronome, un fonctionnaire et un homme politique canadien.

## Biographie
Joseph Adrien Lévesque est né le 16 septembre 1923 au hameau de Powers Creek, dans Saint-André, au Nouveau-Brunswick. Son père est Félix Pierre Lévesque et sa mère est Bertha Laforge. Il étudie à l'école primaire de Powers Creek, à l'Académie de Saint-Basile, au Collège Sacré-Cœur de Bathurst, où il obtient un baccalauréat en arts en 1945 et finalement à l'Université Laval, où il obtient un baccalauréat en agronomie en 1949. Il épouse Thérèse Tremblay le 26 septembre 1949 et le couple a 9 enfants et 21 petits-enfants .
Il est député de Madawaska à l'Assemblée législative du Nouveau-Brunswick de 1960 à 1970 en tant que libéral. Il est ministre de l'Agriculture de 1960 à 1967 et ministre de l'Agriculture et du Développement rural de 1967 à 1970.
Membre de la commission de mise en marché des produits agricoles (Commission fédérale)de 1971 à 1985 ou il prend sa retraite.
Il est membre de la Chambre de commerce, du Club Richelieu et du Club Lacordaire ainsi que des Chevaliers de Colomb.
Il décède en 1995 de leucémie miélose et est inhumé à Ste Rose de Lima, Gatineau, Québec.